# یواس‌اس نارادا (اس‌پی-۱۶۱)
یواس‌اس نارادا (اس‌پی-۱۶۱) (به انگلیسی: USS Narada (SP-161)) یک کشتی بود که طول آن ۲۲۴ فوت (۶۸ متر) بود. این کشتی در سال ۱۸۸۹ ساخته شد.